# Csilla Bátorfi

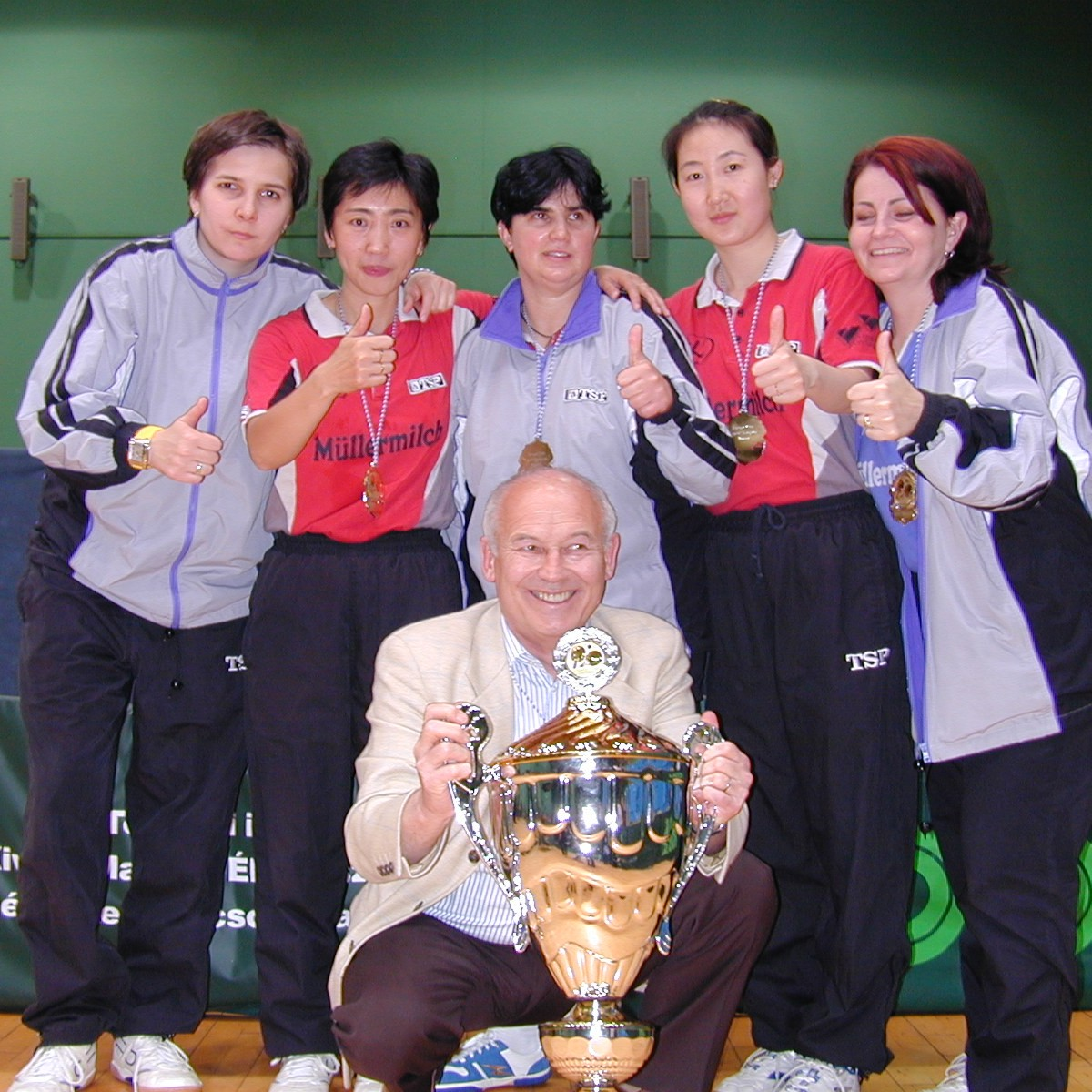
Csilla Bátorfi en 2005 Budapest

Csilla Bátorfi (3 de marzo de 1969, Szombathely) es una jugadora de tenis de mesa Húngara. Participó en cinco Juegos Olímpicos consecutivos, desde 1988 (primera aparición del tenis de mesa en los Juegos Olímpicos) hasta 2004. Ganó varios títulos en campeonatos europeos.
Es la primera jugadora de tenis de mesa que participa en cinco Juegos Olímpicos. 
Fue nombrada Deportista Húngara del Año en 1986, tras convertirse en campeona de Europa ese mismo año.
- Datos: Q447396
- Multimedia: Csilla Bátorfi / Q447396